# Рудич, Иво
И́во Ру́дич (англ. Ivo Rudic; хорв. Ivo Rudić; 24 января 1942, Сплит, НГХ — 22 ноября 2009, Сплит) — австралийский футболист хорватского происхождения, защитник.

## Биография
В 1974 году выступал за команду «Пан-Эленик».
В 1974 году главный тренер сборной Австралии Звонимир Рашич включил его в заявку на чемпионат мира в ФРГ под 16 номером. На турнире Рудич не сыграл ни одного матча.
До смерти жил в Мэнли, северном пригороде Сиднея, скончался 22 ноября 2009 года во время отдыха в Сплите от сердечного приступа.